# 文庫結び
文庫結び（ぶんこむすび）とは振袖の帯結びの一種。江戸時代には武家の女性の基本の帯結びだった経歴があり格調が高い。
女言葉で「お文庫」ともいい、結ぶ帯や、場を選ばず比較的手軽に結ぶことができる上、バリエーションも豊富。

## バリエーション
基本の結び方。まず帯を体に巻きつけ正面で一旦帯の両端（たれ）を交差する、このとき、片方の端（たれ）は必要最低限の長さをとっておき、もう一方の端（たれ）で「はね」を作る。長いほうの端（たれ）を屏風畳み（山折り谷折りに交互に折って畳むこと）にして「はね」を作り、「はね」の中心の部分を逆側の端（たれ）で一巻きして余りを体に巻いた部分に挟み込み、形を整えて背中に結び目を回せば完成。出来上がりはリボンのような形になり、一般に「はね」（リボン形の左右の部分）が長いほうが若い女性向き。
ヴァリエーション
- しだれ文庫：片方の「たれ」のみを長くしたもの、簡単に結べて個性的に見える利点がある。
- 片花文庫：片方の「羽」をヘアゴムなどで花の形に整形したもの。近年非常に人気が出てきたものでリボンや組みひもなどと併用することも多い。
- 花文庫
- 蝶文庫